# Chourgnac
Chourgnac é uma comuna francesa na região administrativa da Nova Aquitânia, no departamento Dordonha. Estende-se por uma área de 7,1 km². Em 2010 a comuna tinha 62 habitantes (densidade: 8,7 hab./km²).